# Piper Halliwell
Piper Halliwell er en figur i Tv-serien Heksene fra Warren Manor (originaltitel Charmed), produceret af The WB Television Network (The WB).
Hun spilles af Holly Marie Combs.

## Biografi
Piper blev født den 7. august 1973 af Patricia Halliwell med evnen til at immobilisere molekyler, der betyder, at hun kan stoppe tiden lige som hendes mor.
To år senere fik hun besøg af sit fremtidige selv og sine fremtidige søstre. Det var netop den dag deres mor havde indgået en pagt med troldmand Nicholas. Moderen havde velsignet en ring, der ville gøre ham immun overfor søstrenes kræfter. Efter Pipers lillesøster Phoebe blev født var deres bedstemor nødt til at binde deres kræfter (deres kræfter forsvinder, men de har stadig muligheden for at få dem tilbage), så Nicholas ikke kunne stjæle deres kræfter eller dræbe dem.
Da Piper blev færdig med universitetet og blevet faglært kok, fik hun arbejde i en bank. Hun tog jobbet for at kunne betale for behandlingen af sin bedstemor, der havde et dårligt hjerte.
Efter bedstemoderens død i 1998 begyndte hun at lave mad til begravelser og blev desuden chef i baren Quake. Senere valgte hun dog selv at sige op og købte så sin egen klub for derefter at åbne en restaurant. I 2003 fødte Piper sin første søn, Wyatt Matthew Halliwell og var overrasket over at det blev en dreng, da både hende selv og Leo troede igennem hele graviditeten at det blev en pige, da Piper i sæson 2's "Morality Bites" mødte sin lille pige. I 2004 bliver Piper genforenet med Leo, og bliver gravid med parrets anden søn, Christopher Perry Halliwell. I det sidste afsnit af 'Heksene fra Warren Manor' ser vi at Piper fik sit tredje og sidste barn, Melinda Prudence Haliwell.

## Arbejdsliv
Piper arbejdede hos en lille bank i San Francisco, men sagde op for at være en kok. Efter et par måneder blev Piper kok i den fine restaurant Quake. Da hendes chef efter et par uger sagde op, blev Piper forfremmet til direktør. Et job som fik hende til at arbejde dobbelt så meget og som hun ikke var glad for.
Efter et stykke tid siger hun op og åbner sin egen bar, P3, som står for Prue, Piper & Phoebe (Paige). Den bliver kendt ved at berømte sangere synger der. Det er en etableret bar. Efter Prues død lukker Piper klubben et stykke tid, og efter hun acceptere sin nye søster Paige genåbner hun klubben. Piper ejer P3 i lidt over 7 år.
I fremtiden ser vi hun åbner sin egen restaurant og er kok der, men vi ser ikke hvad der sker med P3.

## Kærligshedshistorie
Pipers første kæreste i serien er troldmanden Jeremy, som hun møder på hospitalet, da hendes mormor døde. Han gav hende en serviet med sit telefonnummer på. Hvad hun ikke vidste, var dog, at han blot var ude efter søstrenes kræfter og han vidste, at hvis deres mormor døde ville de få deres kræfter tilbage. Han ventede på, at søstrene skulle blive genforenede i deres hus) og læse besværgelsen ud fra Skyggernes Bog. Han prøver at dræbe Piper, men hun når at gennemskue ham og fryser ham, hvorpå hun vælger at slå ham med en stolpe. Efter det udsletter søstrene ham ved i kor at gentage: "The Power of Three will set us free".
Et stykke tid efter møder hun Leo som er søstrenes håndværker, og både hende og Phoebe bliver forelsket i ham ,men det er Piper der for ham og de blever også gift et stykke tid senere.

## Dødstæller
Piper har været død i alt ni gange gennem serien:
| Episode | Episodenavn              | Hvorfor og hvordan                                                                                               | Genoplivet                                                                |
| ------- | ------------------------ | --- | ------------------------------------------------------------------------- |
| 1x22    | Deja Vu All Over Again   | Dræbt af en energibold kastet af dæmonen Rodriguez.                                                              | Tiden blev manipuleret.                                                   |
| 2x12    | Awakened                 | Af en farlig sygdom.                                                                                             | Leo helbredte hende lige før hun døde helt.                               |
| 3x09    | Coyote Piper             | Dræbt af Prue, så hun kunne få en sjæl ud af Piper.                                                              | Sjælen genoplivede hende og Leo helede hendes sår.                        |
| 3x22    | All Hell Breaks Loose    | Dræbt af en skør dame, som troede på hekse, fordi hun troede Piper var ond.                                      | Tiden blev manipuleret.                                                   |
| 4x17    | Saving Private Leo       | Piper blev stukket ned med en kniv af spøgelser, der var venner med Leo under 2. verdenskrig.                    | Leo helbredte hende lige før hun døde helt.                               |
| 6x15    | I Dream of Phoebe        | En dæmon ønskede, at hun skulle dø og en ånd opfyldte ønsket.                                                    | Leo helbredte hende mens hun sov.                                         |
| 7x05    | Styx Feet Under          | Dødsenglen dræbte hende og gav hende jobbet til at samle sjæle.                                                  | Dødsenglen vendte tilbage og ville gøre det selv.                         |
| 7x07    | Someone to Witch Over Me | Dræbt af dæmonen Sarpedon.                                                                                       | Leo genoplivede hende (det kunne han gøre for han var blevet en "Avatar". |
| 7x16    | The Seven Year Witch     | En dæmon kastede en negl-lignende ting efter hende og så måtte hun selv gå videre til døden for at kontakte Leo. | Wyatt helbredte hende lige før hun døde helt.                             |